# Chojnowo (powiat makowski)
Chojnowo – wieś sołecka w Polsce położona w województwie mazowieckim, w powiecie makowskim, w gminie Sypniewo.
Wieś szlachecka położona była w drugiej połowie XVI wieku w powiecie różańskim ziemi różańskiej. W latach 1975–1998 miejscowość należała administracyjnie do województwa ostrołęckiego.
Wierni Kościoła rzymskokatolickiego należą do parafii św. Małgorzaty w Gąsewie Poduchownym.